# 樺 (樺型駆逐艦)
|                        | |
| 艦歴                   | |
| 計画                   | 1914年度                                                                                                  |
| 起工                   | 1914年12月1日                                                                                             |
| 進水                   | 1915年2月6日                                                                                              |
| 就役                   | 1915年3月15日                                                                                             |
| 除籍                   | 1932年4月1日                                                                                              |
| 性能諸元（計画公表値） | |
| 排水量                 | 基準：公表値 595トン 常備：計画 665トン                                                                   |
| 全長                   | 全長：82.90 m 水線長：82.29m 垂線間長：260 ft 0 in (79.25 m)                                              |
| 全幅                   | 24 ft 0+3⁄8 in (7.32 m)                                                                                   |
| 水線幅                 | 24 ft 0 in (7.32 m)                                                                                       |
| 吃水                   | 7 ft 9 in (2.36 m)                                                                                        |
| 深さ                   | 15 ft 3 in (4.65 m)                                                                                       |
| 機関                   | 推進：3軸 主機：直立4気筒3段レシプロ 3基 出力：計画 9,500馬力 ボイラー：ロ号艦本式缶 重油専焼2基、混焼2基 |
| 速力                   | 30ノット 1931年時 31ノット                                                                                |
| 燃料                   | 重油137トン、石炭100トン                                                                                  |
| 航続距離               | 1,600カイリ / 15ノット                                                                                    |
| 乗員                   | 竣工時定員 90名 1920年調 94名 1928年公表値 96名                                                           |
| 兵装                   | 40口径12cm単装砲 1門 40口径8cm単装砲 4門 45cm連装魚雷発射管 2基4門                                        |
| 搭載艇                 | 4隻 |
| 備考                   | ※トンは英トン                                                                                             |

樺（かば）は、大日本帝国海軍の駆逐艦で、樺型駆逐艦の1番艦である。同名艦に橘型駆逐艦の「樺」があるため、こちらは「樺 (初代)」や「樺I」などと表記される。

## 艦歴
1914年（大正3年）12月1日、横須賀海軍工廠で起工。1915年（大正4年）2月6日、進水(出渠)。同年3月15日、竣工。
第21駆逐隊に所属し、1918年（大正7年）12月1日から1923年（大正12年）5月10日まで馬公要港部（馬公）の警備に従事。同年12月1日から1925年（大正14年）4月1日まで旅順防備隊に所属した。
1932年（昭和7年）4月1日に除籍。

## 艦長
※『日本海軍史』第9巻・第10巻の「将官履歴」及び『官報』に基づく。
駆逐艦長
- 杉浦正雄 少佐：1915年2月12日 - 1916年12月1日

兼横須賀海軍工廠艤装員（1915年2月12日 - 1915年3月17日）
- 若山昇 少佐：1916年12月1日 - 1917年12月1日[10]
- 江口穀治 少佐：1917年12月1日[10] - 1918年5月1日[11]
- 北川保橘 少佐：1918年5月1日[12] - 1918年12月1日[13]
- 村田章一 大尉：1918年12月1日[13] - 1919年12月1日[14]
- 畠山義赴 少佐：1919年12月1日[14] -
- 郷田喜一郎 少佐：不詳 - 1920年12月1日[15]
- 畠山義赴 少佐：不詳 - 1921年9月10日[16]
- 白石邦夫 少佐：1921年9月10日[16] - 1923年5月10日[17]
- 加来博胤 少佐：1923年5月10日[17] - 1924年12月1日[18]
- 河原金之輔 少佐：1924年12月1日[18] - 1925年12月1日[19]
- （兼）直塚八郎 少佐：1925年12月1日[19] - 1926年2月5日
- （兼）大藤正直 少佐：1926年2月5日[20] - 1926年4月5日[21]
- 池田久雄 少佐：1926年4月5日[21] - 1927年12月1日[22]
- 小豆沢成 少佐：1927年12月1日 - 1928年12月10日
- 博義王 少佐：1928年12月10日[23] - 1929年11月30日[24]
- （兼）瀬戸山安秀 大尉：1929年11月30日 - 1930年12月1日
- （兼）加瀬三郎 少佐：1930年12月1日 - 1931年4月1日